# Hällkistans naturreservat
Hällkistans naturreservat är ett naturreservat i Kumla kommun i Örebro län.
Området är naturskyddat sedan 2018 och är 6 hektar stort. Reservatet ligger sydost om Hällabrottet och består av öppen ängsmark på kalkrik mark.
I reservatet finns en hällkista från yngre stenåldern.